# Lillesjön, Blekinge
Lillesjön är en sjö i Olofströms kommun i Blekinge och ingår i Skräbeåns huvudavrinningsområde. Lillesjön ligger i Halen Natura 2000-område.